# Amelia Racea
Elena Amelia Racea (Târgu Jiu, 29 de agosto de 1994) é uma ginasta romena que compete em provas de ginástica artística. 
Amelia integrou a equipe romena que disputou o Campeonato Europeu de Birmingham, em 2010.

## Carreira
Nascida em Târgu Jiu, Racea iniciou no desporto aos seis anos de idade, quando sua mãe a levou no clube CSS Cetate Deva, casa da equipe principal do país. A princípio, seus treinadores foram Florin Cotuţiu, Ramona Micu e Corina Dodean. Em 2008, aos treze anos, disputou o Campeonato Europeu, em Clermont-Ferrand, pela categoria júnior. Nele, conquistou duas medalhas, a prata na trave e o bronze no solo. No ano seguinte, na Copa América, disputada em Chicago, foi quinta colocada no concurso geral. No compromisso seguinte, deu-se o Trofeo Citta di Jesolo, no qual saiu vitoriosa no individual geral.
Em 2010, em sua primeira competição sênior, competiu ao lado de Ana Porgras, Diana Chelaru e Raluca Haidu, encerrando medalhista de bronze, na prova coletiva, superada pela equipe russa e britânica, ouro e prata, respectivamente. Classificada para as finais do salto, trave e solo, saiu medalhista em apenas uma. No salto sobre a mesa, somou 13,662 e terminou em sétimo, a russa Ekaterina Kurbatova conquistou o ouro; na trave, só competiu devido uma lesão da companheira Porgras, ao findar do evento, foi ouro no aparelho, com um somatório de 14,400 pontos; nos exercícios de solo, obteve nota para a quinta posição.